# Baranie Schody

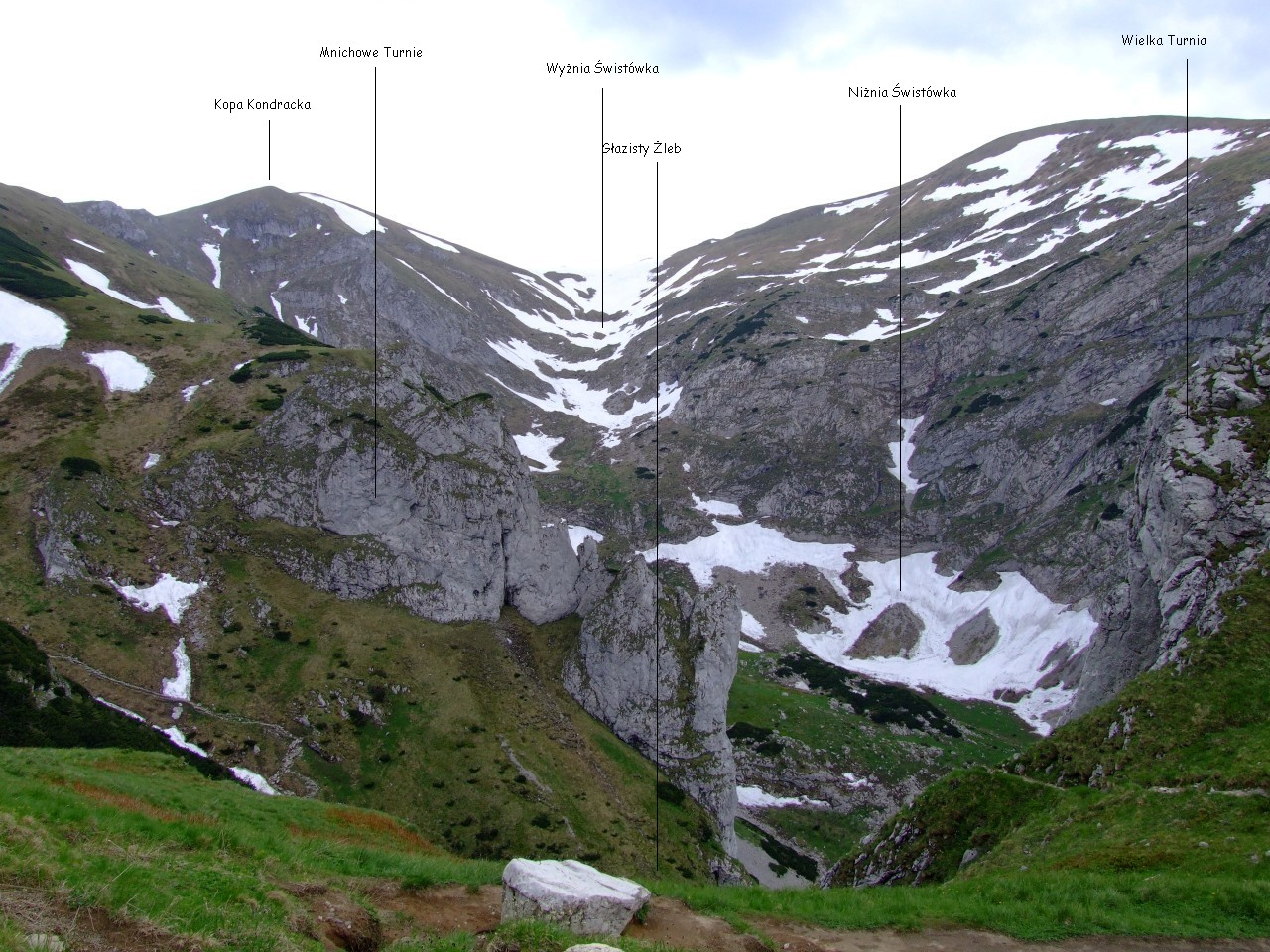
Dolina Małej Łąki. W śniegu poniżej Baranie Schody

Baranie Schody – system trawiastych żlebów, zachodów i stromych upłazów w Dolinie Małej Łąki w Tatrach Zachodnich. Oddziela on wschodnią ścianę Wielkiej Turni od północnej ściany Kotlin. Znajdują się tu otwory wejściowe do dość dużej jaskini o nazwie Jędrusiowa Dziura oraz do dwóch mniejszych jaskiń: Nyży w Baranich Schodkach I i Nyży w Baranich Schodkach II.